# تانابون کسارات
تانابون کسارات (تایلندی: ตั้ม؛ زادهٔ ۲۱ سپتامبر ۱۹۹۳) بازیکن فوتبال اهل تایلند است.
از باشگاه‌هایی که در آن بازی کرده‌است می‌توان به باشگاه فوتبال موانگتونگ یونایتد اشاره کرد.
وی همچنین در تیم‌های تیم ملی فوتبال تایلند و Thailand U19 و Thailand U23 بازی کرده‌است.
وی در مسابقات کشوری و بین‌المللی در مجموع برندهٔ ۲ مدال طلا شده‌است.